# Ronde van Frankrijk 2010/Tweede etappe
De tweede etappe van de Ronde van Frankrijk 2010 werd verreden op maandag 5 juli 2010 over een afstand van 201 kilometer van Brussel naar Spa.

## Route
De renners startten vanuit het Park van Brussel richting de Druivenstreek (Tervuren en Overijse). Zo reden ze Wallonië binnen richting de Ardennen. Daar werd het wat heuvelachtiger. Ze kwamen terecht in een snuifje Luik-Bastenaken-Luik. Daar beklommen ze de Col de Stockeu (509 m) en Col du Rosier (557 m). Deze laatste werd echter langs de andere kant beklommen op amper 12 km van de finish Spa.

## Verloop
Regen na een lange periode van droogte veroorzaakte gladde wegen in de Ardennen. Daardoor kwamen talrijke renners ten val, waaronder ook heel wat klassementsrenners. Onder impuls van Fabian Cancellara werd gewacht op aansluiting van deze renners. Na overleg met de Tourdirectie werd beslist dat er door het peloton niet gespurt wordt en dat er bij de aankomst enkel punten toegekend worden aan de winnaar Sylvain Chavanel.

### Bergsprints
| Beklimming Côte de France na 98,0 km | Beklimming Côte de France na 98,0 km | Beklimming Côte de France na 98,0 km | 4e cat. 2,2 km à 6,2 % | 4e cat. 2,2 km à 6,2 % |
| Plaats                               | Naam                                 | Naam                                 | Punten                 |                        |
| Winnaar                              | Jérôme Pineau                        | Jérôme Pineau                        | 3                      |                        |
| 2                                    | Matthew Lloyd                        | Matthew Lloyd                        | 2                      |                        |
| 3                                    | Rein Taaramäe                        | Rein Taaramäe                        | 1                      |                        |

| Beklimming Côte de Filot na 128,5 km | Beklimming Côte de Filot na 128,5 km | Beklimming Côte de Filot na 128,5 km | 4e cat. 3,9 km à 4,5 % | 4e cat. 3,9 km à 4,5 % |
| Plaats                               | Naam                                 | Naam                                 | Punten                 |                        |
| Winnaar                              | Jérôme Pineau                        | Jérôme Pineau                        | 3                      |                        |
| 2                                    | Rein Taaramäe                        | Rein Taaramäe                        | 2                      |                        |
| 3                                    | Matthew Lloyd                        | Matthew Lloyd                        | 1                      |                        |

| Beklimming Côte de Werbomont na 136 km | Beklimming Côte de Werbomont na 136 km | Beklimming Côte de Werbomont na 136 km | 4e cat. 4,5 km à 3,5 % | 4e cat. 4,5 km à 3,5 % |
| Plaats                                 | Naam                                   | Naam                                   | Punten                 |                        |
| Winnaar                                | Jérôme Pineau                          | Jérôme Pineau                          | 3                      |                        |
| 2                                      | Rein Taaramäe                          | Rein Taaramäe                          | 2                      |                        |
| 3                                      | Matthew Lloyd                          | Matthew Lloyd                          | 1                      |                        |

| Beklimming Côte d'Aisomont na 161,5 km | Beklimming Côte d'Aisomont na 161,5 km | Beklimming Côte d'Aisomont na 161,5 km | 3e cat. 4,5 km à 5,2 % | 3e cat. 4,5 km à 5,2 % |
| Plaats                                 | Naam                                   | Naam                                   | Punten                 |                        |
| Winnaar                                | Jérôme Pineau                          | Jérôme Pineau                          | 4                      |                        |
| 2                                      | Rein Taaramäe                          | Rein Taaramäe                          | 3                      |                        |
| 3                                      | Marcus Burghardt                       | Marcus Burghardt                       | 2                      |                        |
| 4                                      | Francesco Gavazzi                      | Francesco Gavazzi                      | 1                      |                        |

| Beklimming Col de Stockeu na 167,5 km | Beklimming Col de Stockeu na 167,5 km | Beklimming Col de Stockeu na 167,5 km | 3e cat. 3,0 km à 5,9 % | 3e cat. 3,0 km à 5,9 % |
| Plaats                                | Naam                                  | Naam                                  | Punten                 |                        |
| Winnaar                               | Sylvain Chavanel                      | Sylvain Chavanel                      | 4                      |                        |
| 2                                     | Jürgen Roelandts                      | Jürgen Roelandts                      | 3                      |                        |
| 3                                     | Maxime Monfort                        | Maxime Monfort                        | 2                      |                        |
| 4                                     | Francesco Gavazzi                     | Francesco Gavazzi                     | 1                      |                        |

| Beklimming Col du Rosier na 189,0 km | Beklimming Col du Rosier na 189,0 km | Beklimming Col du Rosier na 189,0 km | 3e cat. 6,4 km à 4,0 % | 3e cat. 6,4 km à 4,0 % |
| Plaats                               | Naam                                 | Naam                                 | Punten                 |                        |
| Winnaar                              | Sylvain Chavanel                     | Sylvain Chavanel                     | 4                      |                        |
| 2                                    | Maxime Monfort                       | Maxime Monfort                       | 3                      |                        |
| 3                                    | Carlos Barredo                       | Carlos Barredo                       | 2                      |                        |
| 4                                    | Fabian Cancellara                    | Fabian Cancellara                    | 1                      |                        |

### Tussensprints
| Tussensprint Perwez na 39,5 km |                   |        |
| Plaats                         | Naam              | Punten |
| Winnaar                        | Jürgen Roelandts  | 6      |
| 2                              | Sylvain Chavanel  | 4      |
| 3                              | Francesco Gavazzi | 2      |

| Tussensprint Seny na 112,0 km |                  |        |
| Plaats                        | Naam             | Punten |
| Winnaar                       | Jürgen Roelandts | 6      |
| 2                             | Sébastien Turgot | 4      |
| 3                             | Sylvain Chavanel | 2      |

| Tussensprint Coo na 177,0 km |                  |        |
| Plaats                       | Naam             | Punten |
| Winnaar                      | Jürgen Roelandts | 6      |
| 2                            | Sylvain Chavanel | 4      |
| 3                            | Maxime Monfort   | 2      |

## Rituitslag
| Plaats  | Naam               | Ploeg              | Tijd      |
| ------- | ------------------ | ------------------ | --------- |
| Winnaar | Sylvain Chavanel   | Quick-Step         | 5u 09'38" |
| 2       | Maxime Bouet       | AG2R               | op 03'56" |
| 3       | Fabian Wegmann     | Milram             | z.t       |
| 4       | Robbie McEwen      | Katusha            | z.t       |
| 5       | Christian Knees    | Milram             | z.t       |
| 6       | Jürgen Roelandts   | Omega Pharma-Lotto | z.t       |
| 7       | Thor Hushovd       | Cervélo            | z.t       |
| 8       | Linus Gerdemann    | Milram             | z.t       |
| 9       | Matthieu Ladagnous | Française des Jeux | z.t       |
| 10      | Bernhard Eisel     | HTC-Columbia       | z.t       |
|         |                    |                    |           |
| 13      | Karsten Kroon      | BMC Racing Team    | op 03'56" |

## Strijdlustigste renner
| Renner           | Land      | Ploeg      |
| ---------------- | --------- | ---------- |
| Sylvain Chavanel | Frankrijk | Quick Step |

## Algemeen klassement
| Plaats    | Naam                 | Ploeg              | Tijd       |
| --------- | -------------------- | ------------------ | ---------- |
| Gele trui | Sylvain Chavanel     | Quick-Step         | 10u 01'25" |
| 2         | Fabian Cancellara    | Saxo Bank          | op 02'57"  |
| 3         | Tony Martin          | HTC-Columbia       | op 03'07"  |
| 4         | David Millar         | Garmin-Transitions | op 03'17"  |
| 5         | Lance Armstrong      | RadioShack         | op 03'19"  |
| 6         | Geraint Thomas       | Sky                | op 03'20"  |
| 7         | Alberto Contador     | Astana             | op 03'24"  |
| 8         | Levi Leipheimer      | RadioShack         | op 03'25"  |
| 9         | Edvald Boasson Hagen | Sky                | op 03'29"  |
| 10        | Linus Gerdemann      | Milram             | op 03'32"  |
|           |                      |                    |            |
| 22        | Maxime Monfort       | HTC-Columbia       | op 03'38"  |
| 35        | Martijn Maaskant     | Garmin-Transitions | op 03'46"  |

## Nevenklassementen

### Puntenklassement
| Plaats      | Naam                | Ploeg               | Punten |
| ----------- | ------------------- | ------------------- | ------ |
| Groene trui | Sylvain Chavanel    | Quick-Step          | 44     |
| 2           | Alessandro Petacchi | Lampre-Farnese Vini | 35     |
| 3           | Jürgen Roelandts    | Omega Pharma-Lotto  | 34     |
|             |                     |                     |        |
| 18          | Lars Boom           | Rabobank            | 12     |

### Bergklassement
| Plaats        | Naam             | Ploeg              | Punten |
| ------------- | ---------------- | ------------------ | ------ |
| Bolletjestrui | Jérôme Pineau    | Quick Step         | 13     |
| 2             | Sylvain Chavanel | Quick Step         | 8      |
| 3             | Rein Taaramäe    | Cofidis            | 8      |
|               |                  |                    |        |
| 4             | Maxime Monfort   | Omega Pharma-Lotto | 5      |

### Jongerenklassement
| Plaats     | Naam                 | Ploeg              | Tijd       |
| ---------- | -------------------- | ------------------ | ---------- |
| Witte trui | Tony Martin          | HTC-Columbia       | 10u 04'32" |
| 2          | Geraint Thomas       | Sky                | op 00'13"  |
| 3          | Edvald Boasson Hagen | Sky                | op 00'22"  |
|            |                      |                    |            |
| 10         | Robert Gesink        | Rabobank           | op 00'41"  |
| 12         | Jürgen Roelandts     | Omega Pharma-Lotto | op 00'52"  |

### Ploegenklassement
| Plaats | Ploeg        | Tijd       |
| ------ | ------------ | ---------- |
| 1      | Quick Step   | 30u 11'40" |
| 2      | RadioShack   | op 02'51"  |
| 3      | HTC-Columbia | op 02'52"  |

## Opgaves
- Mickaël Delage (Omega Pharma-Lotto)
- Adam Hansen (Team HTC-Columbia) (niet gestart)